# Константа рівноваги
Конста́нта рівнова́ги — кількісна характеристика хімічної рівноваги, що описує ймовірність перебігу реакції. Константа обчислюється як відношення добутку концентрації продуктів реакції (або їхніх парціальних тисків) до добутку концентрації вихідних речовин із їхніми стехіометричними коефіцієнтами у степенях. 

## Опис. Приклади
Наприклад, для реакції
aA + bB {\displaystyle \rightleftarrows } cC + dD
константа рівноваги обчислюватиметься як
{\displaystyle \mathrm {K={\frac {[C]^{c}[D]^{d}}{[A]^{a}[B]^{b}}}} }
Значення константи хімічної рівноваги залежить від температури та природи речовин у реакції. Воно пов'язане зі зміною вільної енергії Гіббса:
ΔG = -RT · ln K
За константою рівноваги можна з'ясовувати напрямок перебігу реакції, концентрації реактантів і вихід продуктів за певних умов.
Константою рівноваги також може називатися відношення молярної частки уі і-ого компонента багатокомпонентної системи в газовій фазі до молярної частки хі цього ж компонента в рідинній фазі при даних тиску і температурі або відношення тиску насиченої пари рі і-ого компонента багатокомпонентної системи при заданій температурі до тиску р в багатокомпонентній системі при цій же температурі.

## Виведення

### Динамічне
Відповідно до закону діючих мас швидкість реакції є пропорційною до добутку концентрацій вихідних речовин та їхніх коефіцієнтів у реакції як степенів:
v = k · [A]a[B]b,
де k — коефіцієнт пропорційності.
В момент початку реакції продукти відсутні, тому швидкість зворотної реакції дорівнює нулю. В ході взаємодії вихідні реактанти поступово перетворюються на продукти, а ті в свою чергу реагують у зворотному напрямку. За деякий час наступає момент, коли кількість утворюваних продуктів та тих, що розкладаються, є рівною, тобто швидкість прямої реакції (1) дорівнює швидкостю зворотної (2):
v1 = v2
Так, для реакції
aA + bB {\displaystyle \rightleftarrows } cC + dD
ця рівність швидкостей набуде вигляду
k1 · [A]a[B]b = k2 · [C]c[D]d
Оскільки коефіцієнти у законі діючих мас є сталими значеннями, то їхнє відношення також буде сталою величиною:
{\displaystyle \mathrm {{\frac {k_{1}}{k_{2}}}={\frac {[C]^{c}[D]^{d}}{[A]^{a}[B]^{b}}}=K} }
Отримана величина і є константою рівноваги.

### Термодинамічне
Хімічна рівновага у системі наступає в момент, коли вільна енергія Гіббса (вільна ентальпія) реактантів дорівнює енергії продуктів реакції:
gреакт = gпрод
Якщо у системі знаходяться кілька речовин, то сумарна вільна енергія обчислюється як сума вільних енергій окремих компонентів:
g = g1 + g2 + g3 + ...
Оскільки вільна енергія є молярною величною (g = n · G), запис набуває вигляду:
g = n1G1 + n2G2 + n3G3 + ...
В ідеальному розчині молярна вільна енергія Гіббса залежить від концентрації розчиненої речовини:
G = G0 + RT · ln[S],
де S — концентрація речовини у розчині;
G0 — стандартна вільна енергія (при [S]=1 моль/л)
R — газова стала;
T — абсолютна температура.
Рівність вільних енергій для реактантів і продуктів типової реакції
aA + bB {\displaystyle \rightleftarrows } cC + dD
можна записати у вигляді:
a(G0a + RT · ln[A]) + b(G0b + RT · ln[B]) = c(G0c + RT · ln[C]) + d(G0d + RT · ln[D])
aG0a + bG0b - cG0c - dG0d = -aRT · ln[A] - bRT · ln[B] + cRT · ln[C] + dRT · ln[D]
aG0a + bG0b - cG0c - dG0d = -ΔG
-ΔG = RT · ln {\displaystyle \mathrm {\frac {[C]^{c}[D]^{d}}{[A]^{a}[B]^{b}}} }
За звичайних ізобарно-ізотермічних умов значення ΔG є сталим, тому логарифм відношення концентрацій також є сталим:
{\displaystyle \mathrm {-{\frac {\Delta G}{RT}}=lnK} }, звідки
{\displaystyle \mathrm {K={\frac {[C]^{c}[D]^{d}}{[A]^{a}[B]^{b}}}} }